# Ренијум
Ренијум (Re, лат. rhenium) прелазни је метал са атомским бројем 75. Име је добио по реци Рајни. То је сребрено-светли, тешки прелазни метал, из шесте периоде и 7. групе периодног система елемената. Са процењеном просечном концентрацијом од 0,0000001%, ренијум спада међу најређе елементе у Земљиној кори. У елементарном стању, он има, у зависности од извора, трећу највишу тачку топљења и највишу тачку кључања од свих елемената (5596 или 5630 °). Ренијум је у хемијском смислу доста сличан мангану и технецијуму, а добија се као нуспроизвод издвајања и рафинирања руда молибдена и бакра. Он се у својим једињењима налази у врло широком спектру оксидационих стања која се крећу од -1 до +7. Откривен 1925. године, био је последњи стабилни елемент који је откривен у природи.
Суперлегуре ренијума засноване на никлу користе се у коморама за сагоревање, за израду лопатица турбина и млазница за испушне гасове код млазних мотора. Те легуре садрже и до 6% ренијума, што чини производњу млазних мотора највећим појединачним потрошачем овог елемента, док се након ње налази каталитичка хемијска индустрија као други највећи потрошач ренијума. Због врло слабе доступности у релативном односу на потражњу, ренијум је један од најскупљих метала, а његова просечна цена у априлу 2015. износила је приближно 2.750 УС$ по килограму. Он је такође и један од метала од стратешког војног значаја, због своје употребе у војним ракетним и млазним моторима високих перформанси.

## Историја
Ренијум (лат. Rhenus у значењу: (река) Рајна) је био последњи међу откривеним хемијским елементима који је имао стабилне изотопе (други нови елементи откривени у природи након њега, попут францијума, су радиоактивни). Постојање до тада још неоткривеног елемента на данашњем мјесту ренијума у периодном систему први је предвидео Дмитриј Мендељејев. Друга израчуната предвиђања добио је Хенри Мозли 1914. године.
Генерално се сматра да су ренијум открили научници Волтер Нодак, Ајда Нодак и Ото Берг у Немачкој. Они су 1925. објавили да су открили нови елемент у руди платине те у минералу колумбиту. Такође, трагове ренијума пронашли су и у минералима гадолиниту и молибдениту. Године 1928. они су успели да издвоје 1 грам новог елемента прерађујући 660 кг минерала молибденита. Тај процес је био толико компликован и скуп да је његова производња престала све до почетка 1950-их када су произведене легуре волфрам-ренијума и молибден-ренијума. Те легуре су нашле врло важне начине примене у индустрији које су резултирале огромним скоком у потражњи за ренијумом, добијеним из молибденитске фракције порифирних руда бакра. Процењује се да је 1968. године око 75% металног ренијума у САД потрошено за истраживање и развој легура рефракторних метала. Од тада је прошло неколико година пре него што су суперлегуре ушле у широку употребу.
Јапански научник Масатака Огава објавио је 1908. откриће 43. елемента периодног система (данас технецијум) и дао му име нипонијум (Np) према Јапану (Nippon на јапанском). Међутим, каснија анализа показала је присуство ренијума (елемента 75), а не технецијума. Много касније, симбол Np је додељен елементу нептунијуму.

## Особине
Ренијум је сребрнасто-светли метал, који има једну од највиших тачки топљења од елемената, изузев волфрама и угљеника. Такође, ренијум има и другу највишу тачку кључања од свих елемената, иза волфрама. Осим тога, један је од најгушћих елемената, а од њега само платина, иридијум и осмијум имају већу густину. Ренијум има хексагоналну, густо паковану кристалну структуру, са параметрима решетке a = 276,1 pm и c = 445,6 pm. У комерцијалном облику обично је у форми праха, али се овај елемент може превести и у веће комаде пресовањем и синтеровањем у вакууму или атмосфери водоника. Таквим процесом добијају се компактни чврсти комади који имају густину изнад 90% металног ренијума. Кад се овај метал жари, постаје дуктилан те се може ковати, савијати или механички обрађивати. Легуре ренијума и молибдена су суперпроводници при 10 K. Легуре волфрама и ренијума су такође суперпроводљиве на температури од 4 до 8 K, у зависности од легуре. Чисти метални ренијум је суперпроводљив на температури од 1,697 ± 0,006 K.
У облику већих комада при собној температури и атмосферском притиску, овај елемент је отпоран на базе, сумпорну и хлороводоничну киселину, разблажену (али не и концентрирану) азотну киселину и царску воду.

### Изотопи
Ренијум има само један стабилни изотоп, ренијум-185, али који се заправо јавља много мање од другог природног, незнатно радиоактивног изотопа. Оваква ситуација запажена је код још само два елемента, индијума и телура. Природни ренијум састоји се из само 37,4% стабилног изотопа 185Re и 62,6% изотопа 187 који је слабо радиоактиван али има врло дуго време полураспада (дуже од 40 милијарди година). Истраживања су показала да се његово време полураспада може знатно скратити утицајем на стање наелектрисања атома (јонизовањем).
Бета-распад 187Re се користи за ренијум-осмијско датирање руда. Доступна енергија за овај бета распад (2,6 keV) је једна од најнижих познатих међу свим радионуклидима. Нуклеарни изомер ренијум-186m је значајан као један од најдуже живућих метастабилних изотопа са временом полураспада од око 200 хиљада година. Постоји 25 других познатих радиоактивних изотопа ренијума.

## Распрострањеност
Ренијум је један од најређих елемената у Земљиној кори са просечном концентрацијом 1 ppb (1 на милијарду делова); док други извори наводе податак од 0,5 ppb, што га чини 77. елементом по распрострањености у Земљиној кори. Ренијум се у природи вјероватно не може наћи у елементарном облику (његова могућа природна форма није позната), али се јавља у количини до 0,2% у минералу молибдениту (који је највећим делом молибден дисулфид), који је уједно и његов највећи комерцијални извор. Пронађени су такође примерци тог минерала који су у себи садржавали до 1,88% ренијумa. Чиле има највеће познате светске резерве ренијума, као део депозита руда бакра те је 2005. био највећи произвођач овог метала. Тек недавно пронађен је и описан први минерал ренијума (1994. године), сулфидни минерал (ReS2) кондензован из фумароле у руском вулкану Кудрјавиј (рус. Кудрявый), на острву Итуруп у архипелагу Курилских острва. Тај вулкан испушта од 20-60 kg ренијума годишње, углавном у облику ренијум-сулфида. Минерал је добио име рениит, а овај ретки минерал постиже веома високе цене међу колекционарима.